# Glów
Glów – małopolska wieś leżąca na lewym brzegu Dunajca; położona w gminie Radłów, w powiecie tarnowskim.
W latach 1975–1998 miejscowość administracyjnie należała do województwa tarnowskiego.

## Zabytki
Obiekt wpisany do rejestru zabytków nieruchomych województwa małopolskiego.
- Cmentarz wojenny nr 209 z I wojny światowej

We wsi znajduje się oddział ochotniczej straży pożarnej.